# Dongola (Illinois)
Dongola est un village situé au sud du comté d'Union dans l'Illinois, aux États-Unis,. Le village est fondé en 1857 et incorporé le 8 avril 1884.

## Démographie
Lors du recensement de 2010, le village comptait une population de 726 habitants. Elle est estimée, en 2016, à 704 habitants.

### Source de la traduction
- (en) Cet article est partiellement ou en totalité issu de l’article de Wikipédia en anglais intitulé « Dongola, Illinois » (voir la liste des auteurs).